# Leanne Brown
Leanne Brown is een voormalig Australisch waterskiester.

## Levensloop
Brown werd driemaal wereldkampioen in de Formule 1 van het waterski racing.

## Palmares
- Wereldkampioenschap: 1993, 1995 en 1997
- Wereldkampioenschap: 1991